# Jiska Sinnema
Jiska Sinnema (21 februari 1984) is een Nederlands voormalig topkorfbalster. Ze speelde haar volledige carrière bij DOS'46, waarmee ze een aantal titels pakte. 

## Spelerscarrière
Sinnema begon met korfbal bij DOS'46 uit Nijeveen. Ze doorliep de jeugdteams en haalde met de A jeugd de finale van 2002.
Ze kwam in de hoofdmacht van de club terecht, maar kreeg pas een basisplaats in seizoen 2007-2008, onder coach Jan Jouke Flokstra. In dit seizoen plaatste DOS'46 zich voor de zaalfinale, maar de finale zelf ging verloren tegen Koog Zaandijk.

## Erelijst
- Nederlands kampioen zaalkorfbal, 1x (2009)
- Europacup kampioen zaalkorfbal, 2x (2008, 2010)